# Quattro (албум)
Вижте пояснителната страница за други значения на Quattro.
QUATTRO е четвъртият по ред албум на Ъпсурт. Първия му сингъл „3 в 1 (неочаквано добра комбинация)“ е с участието на Галя от КариZма и TV водещия Милен Цветков. Песента става хит в началото на лятото през 2005. Хитови песни през същата година стават „Колега“ и „Пияни“. Гост изпълнители в албума са: Галя от КариZма, Я Я – Роянов, Белослава, Дичо, Лора Караджова и Славе (Ballface). В албума е и авторската песен на Боби Турбото „Три синджира Боби“ и сингълът който трябваше да намери място в последния албум на Ballface – „Не питай защо“. Тези два сингли са включени в албума за да подпомогнат развиването на българския рап. Продуценти на албума са Free Agents и NESCAFE 3in1. Песните са 8, като само 5 са нови.